# Manifestation du Pentagone

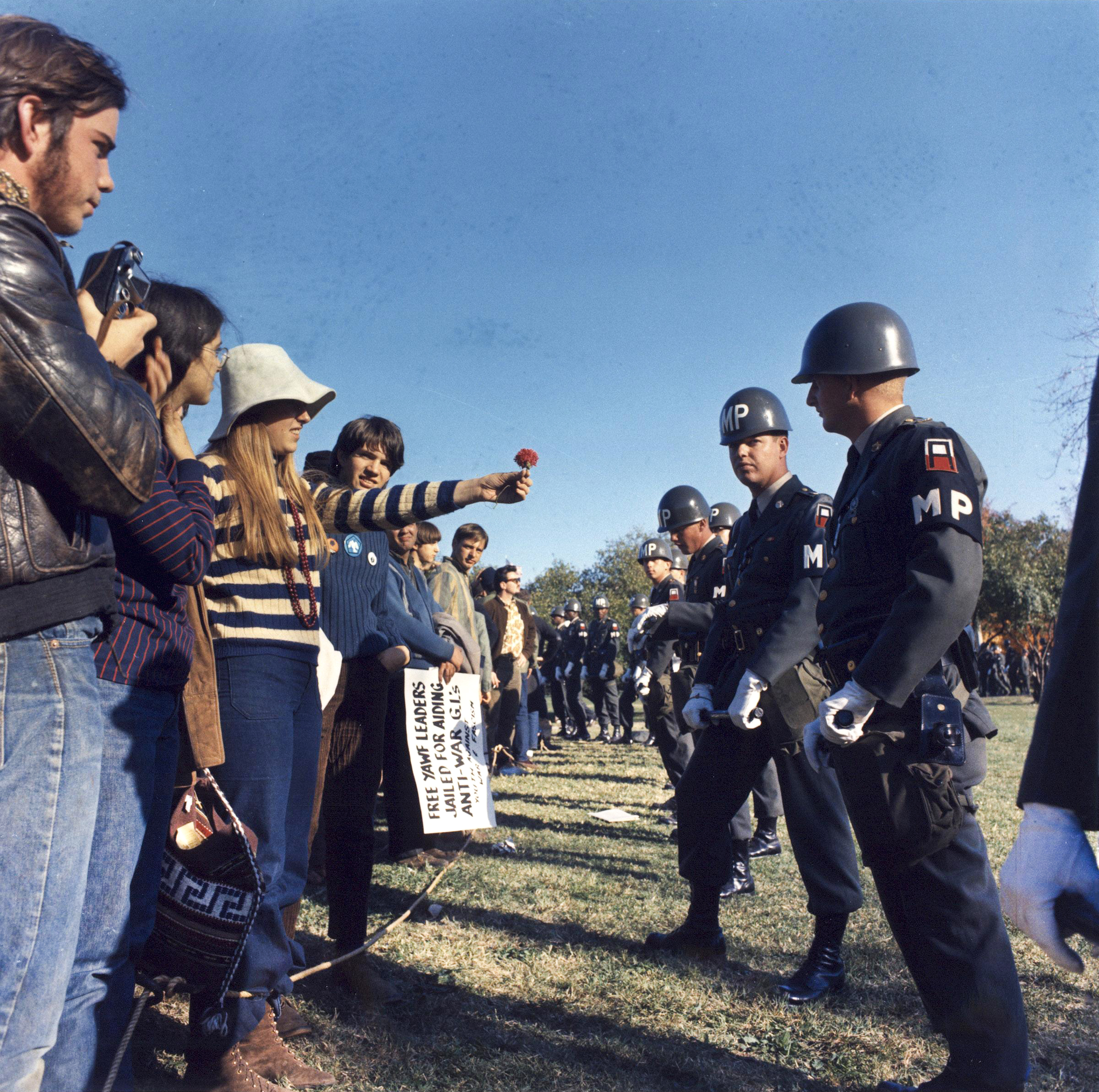
Manifestation du Pentagone. Une jeune manifestante offre une fleur à un soldat. C'est à cette occasion que le photographe Bernie Boston prit la photo d'un manifestant, le jeune George Harris, lequel mettait un œillet dans le baril d'un canon, photo qu'il appela flower power. Celle-ci fut publiée dans le Washington Evening Star.

La manifestation du Pentagone, ou marche du Pentagone (en anglais March on the Pentagon), est un grand rassemblement organisé le 21 octobre 1967 à Washington D.C. par le National Mobilization Committee to End the War in Vietnam (littéralement « Comité de mobilisation nationale pour en finir avec la Guerre au Viêt-Nam »). Des milliers de manifestants se réunissent ce jour-là devant le Pentagone pour protester contre la guerre du Viêt Nam.
La marche débute à l'ouest du Potomac, le parc près du mémorial de Lincoln, pour se diriger vers le Pentagone où le rassemblement se tint sur le parking. Les militants adoptent une attitude de résistance non-violente.
Environ 100 000 personnes sont présentes à la première marche ; 800 personnes sont arrêtées pour « résistance passive ».
C'est à cette occasion que le Français Marc Riboud prend la photo La Fille à la fleur qui devient par la suite une icône de la protestation américaine contre la guerre au Vietnam.

## Film
- Chris Marker et François Reichenbach en ont réalisé un film, La Sixième Face du Pentagone (1967), diffusé par l'agence Newsreel.